# نادر انتخابی
نادر انتخابی (متولد ۱۳۳۵) تاریخ‌نگار و پژوهش‌گر فلسفه و علوم سیاسی اهل ایران و عضو انجمن بین‌المللی ایران‌شناسی است. «ناسیونالیسم و تجدد در ایران و ترکیه» از آثار برجسته اوست. جلسه نقد و معرفی این کتاب در مؤسسه شهر کتاب با حضور مهدی فیروزان، عزت‌الله فولادوند، حسین شیخ‌رضایی، محمد دهقانی، پیروز سیار، شهرام اقبال‌زاده، علی میرزایی و شاپور اعتماد برگزار شد و مهرنامه در شماره هفدهم نیز پرونده‌ای را با مقالاتی از متین دفتریان، تورج اتابکی و همچنین مصاحبه‌ای با نادر انتخابی، به آن اختصاص داد.